# Русское Макулово
Русское Макулово — село в Верхнеуслонском районе Татарстана. Административный центр Макуловского сельского поселения.

## География
Находится в западной части Татарстана на расстоянии приблизительно 22 км на юго-запад от районного центра села Верхний Услон у речки Сулица.

## История
Известно с 1646 года. До 1917 года зачастую упоминалось как Макулово.
В XVII в. в Макулово располагались дворы девяти помещиков, в XIX в. принадлежало помещику П.Л.Ухтомскому. Основные занятия жителей в этот период – земледелие и скотоводство, было распространено изготовление колес, ободьев и полозьев для саней, деревянной посуды.
В 1849 г. на средства помещицы М.Д.Ухтомской построена каменная церковь в честь Богоявления Господня. В 1930-е гг. церковь была закрыта, затем разрушена и на её месте построена водонапорная башня, к её приходу также относились жители села Сеитово. До этого в селе имелась Вознесенская церковь.
В 1862 г. открыта церковно-приходская школа, позднее преобразованная в одноклассную смешанную земскую школу (в 1893 г. обучалось 48 мальчиков и 8 девочек, в 1906 г. – 45 и 26, в 1909 г. – 51 и 18 соответственно), позднее при ней заработала мастерская, где мальчиков обучали сапожному ремеслу. В 1880-х гг. на средства сельского общества и земства было построено школьное здание.
В 1893 г. земский гласный П.Л.Ухтомский на свои средства открыл бесплатную читальню для крестьян (первоначально фонд насчитывал около 300 экземпляров книг).
В начале XX в. здесь также функционировали телефон, 3 ветряные мельницы, кузница, 3 мелочные лавки.
В советское время работали колхозы им. Кагановича и «Дружба».

## Население
Постоянных жителей было в 1782 году — 156 душ муж. пола; в 1859 — 625, в 1897 — 943, в 1908 — 978, в 1920 — 970, в 1926 — 884, в 1938 — 595, в 1949 — 434, в 1958 — 360, в 1970 — 287, в 1979 — 581, в 1989 — 1140. Постоянное население составляло 1173 человека (русские 62 %, татары 34 %) в 2002 году, 1234 — в 2010.